# Dominikus Löpfe
Dominikus III. Löpfe OSB (* 21. Januar 1916 in Mörschwil; † 7. Dezember 1996) war ein Schweizer Benediktinermönch. Von 1962 bis 1991 war er Abt der Abtei Muri-Gries in Bozen (Südtirol).
Der Sohn des Gastwirts Karl Anton Löpfe und der Maria Edelmann besuchte von 1931 bis 1938 das von Benediktinern geführte Gymnasium in Sarnen. Anschliessend studierte er Theologie am Seminar des Erzbistums Mailand in Venegono Inferiore und an der Universität Freiburg i.Üe. 1943 promovierte er mit einer Dissertation zur Tugendlehre des heiligen Ambrosius. Nachdem Löpfe 1941 die Profess abgelegt hatte, erhielt er drei Jahre später die Priesterweihe. In Sarnen war er ab 1944 als Lehrer am Gymnasium tätig, ab 1953 auch als Bibliothekar. Seine Wahl zum Abt von Muri und Prior in Gries erfolgte am 26. September 1962. In Löpfes Amtszeit fallen der Bau der Kollegiumskirche St. Martin in Sarnen sowie die Säkularisation des Gymnasiums und dessen Umwandlung in die Kantonsschule Obwalden am selben Ort. Von 1963 bis 1967 amtierte er zusätzlich als Präsident der Vereinigung der Ordensobern der Schweiz.